# John Shore (muzikant)

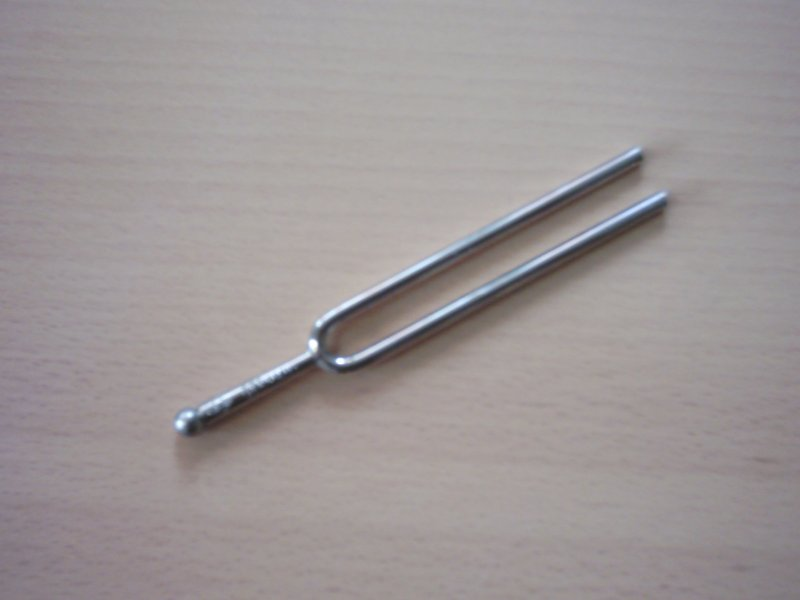
Stemvork van 440 Hz

John Shore (c. 1662 - 1752) vond in 1711 de stemvork uit. Hij was 'Sergeant Trompettist' aan het Engelse hof in Londen. Hij speelde in de Engelse Koninklijke Kapel. Zowel Purcell als Händel schreven in hun werken speciaal voor hem enige trompetpartijen. Shore speelde ook luit. 
De door Shore uitgevonden stemvork bestond uit twee gebogen benen van staal. Hij noemde zijn stemvork pitch fork (een 'toonhoogtevork') en dus niet tuning fork. Deze benaming is pas later aan het instrumentje gegeven. Shore gebruikte zijn stemvork om zijn luit te stemmen. De frequentie van Shore's stemvork was 423,5 Hz. De uitvinding van de stemvork van Shore werd door de Fransman Rudolf Koenig overigens verder uitgewerkt. 
- Gemeinsame Normdatei: 1089765320
- International Standard Name Identifier: 0000 0000 4024 9629
- Library of Congress Control Number: n88664516
- Virtual International Authority File: 18804189
- WorldCat: E39PBJyhc93HfDRvqcMdBKxRrq